# Heike Stöhr
Heike Stöhr (geborene Jensch; * 5. Januar 1964 in Leipzig) ist eine deutsche Autorin.

## Werdegang
Heike Stöhr wuchs in Pirna auf, ging dort zur Schule und schloss diese  1982 mit dem Abitur ab.
Anschließend absolvierte sie bis 1986 ein Diplomlehrerstudium für Geschichte und Deutsch an der Universität Leipzig.
Ihr Vater Hugo Jensch (* 20. Juni 1927; † 15. September 2022), der als Lokalhistoriker und Geschichtslehrer gearbeitet hatte, weckte frühzeitig ihr Interesse für Geschichte.
Heike Stöhr lebt in Berlin und arbeitet dort als Lehrerin. Ihre Leidenschaft ist das Schreiben von historischen Romanen, die in und um Pirna und im sächsisch-böhmischen Erzgebirge angesiedelt sind. Ihr erster Roman wurde 2017 veröffentlicht. Die Romane erscheinen beim dtv Deutscher Taschenbuch Verlag.

## Werke
- Die Fallstricke des Teufels (Band 1 der Teufels-Trilogie), dtv München 2019, ISBN 978-3-423-21790-3 und dtv München 2017, ISBN 978-3-423-26159-3
- Die Handschrift des Teufels (Band 2 der Teufels-Trilogie), dtv München 2019, ISBN 978-3-423-21817-7
- Die Arglist des Teufels (Band 3 der Teufels-Trilogie), dtv München 2020, ISBN 978-3-423-43682-3
- Die Teufelstrilogie (alle 3 Bände als Gesamtausgabe in Hardcover), Weltbild Verlag Augsburg 2021, ISBN 978-3-98507-176-0
- Der Pesthändler, dtv München 2021, ISBN 978-3-423-21955-6